# Франция
Франция (на френски: France френско произношение: [fʁɑ̃s]) е държава в Западна Европа, включваща също няколко отвъдморски територии, разположени на други континенти. Франция заема части от Западна и Югозападна Европа. Територията ѝ е 675 417 km² (в Европа – 547 030 km²), което я нарежда на 41-во място в света и на 3-то в Европа след Русия и Украйна. Населението на Франция е общо близо 69 милиона души, c отвъдморските области и територии към януари 2024 година. Главна отличителна характеристика на Франция от другите европейски страни е нейният излаз на Атлантическия океан и на Средиземно море. Тя граничи с Монако, Андора, Германия, Испания, Италия, Белгия, Люксембург и Швейцария, а благодарение на задморските си територии има сухоземни граници с Нидерландия, Бразилия и Суринам. От Великобритания я отделя тесният проток Ла Манш, под който през тунел е прокарана скоростна железопътна връзка. В политическо отношение на Франция са подчинени 5 отвъдморски департамента с обща площ над 130 000 km² и с над население 2 800 000 души (2023 г.). Това са Френска Гвиана (Гиана), Майот, Мартиника, Реюнион и Гваделупа. Отвъдморските общини и територии на страната включват Сен Пиер и Микелон, Сен Бартелеми, Сен Мартен, Уолис и Футуна, Нова Каледония и Френска Полинезия, както и ненаселените Френски Южни и Антарктически територии и остров Клипертон.
Франция е сред основателите на Европейския съюз и страната с най-голяма територия в съюза. Тя е част от еврозоната, както и от Шенгенското пространство. Във вътрешнополитическо отношение тя се характеризира като демократична унитарна полупрезидентска република. Нейната икономика е шеста в света и втора в Европа (след Германия) по обем на брутния вътрешен продукт; най-богатата европейска нация по отношение на средно богатство на домакинство. Силната национална икономика на Франция е причина страната да се нарежда на челните места в света по качество на живот и образование, средната продължителност на живота е 81 години. Световната здравна организация определя френското здравеопазване като най-доброто в света. Страната е и най-посещаваната туристическа дестинация в света, годишно я посещават 82 милиона души.
Франция е обградена с множество високоразвити страни, което благоприятства нейното икономическо развитие, но е било и предпоставка за наличието на множество конфликти в миналото. На съвременния етап добросъседските отношения на Франция с другите страни са гарантирани с членството на страната в редица организации като ЕС, ОССЕ, НАТО, ЗЕС и други, които гарантират взаимно доверие и сигурност. Страната се нарежда на трето място в света по отношение на военен бюджет и ядрен арсенал, а армията ѝ е най-голямата от всички страни – членки на ЕС. Франция е постоянен член на Съвета за сигурност на ООН и разполага с най-големия дипломатически корпус в света след САЩ.

## История

### Галски период
Франция заема голяма част от древната римска провинция Галия. Галите са част от големия народ на келтите, който се формира северно от Алпите. Първата археологическа култура на келтите е културата Ла Тен през първата половина на I хилядолетие пр. Хр. Около 500 г. пр. Хр. келтите започват да се разселват от своите родни места в четири посоки – на запад и северозапад, като заселват цялата територия на днешна Франция и Британските острови; на югозапад, където заселват днешна Испания, но не цялата; на югоизток келтски племена стигат до Панония, Балканите и дори до Мала Азия; и на юг, където келтските племена се сблъскват с младата римска република. Под въздействието на Рим галите бързо се латинизират. Някои техни селища се превръщат в големи градове, съществуващи и днес. Марсилия и Никея (основани от гърците като колонии още през VI век пр. Хр.) са първите градове на днешна Франция – съответно Марсей (Марсилия) и Ница. Римляните основават Лугдунум (Лион), Лутеция Парисиорум (Париж), Толоса (Тулуза), Турнакум (Турне) и др. В тях са построени характерни за римската цивилизация сгради – терми (бани), арки, акведукти (напр. Пон дю Гар – най-известният римски акведукт), амфитеатри. Латинският език се налага повсеместно. За пръв път отделна държава в Галия се формира през 260 г., когато Римската империя е обхваната от дълбока криза. Един римски военачалник, който не успява да завземе властта в Рим, организира своя държава в северна и централна Галия със столица в Треверорум (днес Трир). Името му е Постумус и управлява до 269 г. Наследен е от Викторинус (269 – 271) и Тетрик (271 – 274). В крайна сметка „Галската империя“ е ликвидирана от император Аврелиан. След това съпротивата срещу проникването на германски племена в Галия (алемани и франки) отслабва и такова проникване става факт. Към края на IV век в Северна Галия вече има солиден контингент от тези германски племена.

### Франкска държава
Франките са един от германските народи, чиято прародина е Скандинавия. Подобно на келтите, германите преживяват демографски взрив, в резултат на който започват да се разселват. От VIII до I век пр. н.е. те заемат цяла Северна Европа, изтиквайки келтите на юг. Още през 109 г. германските народи кимври и тевтони нахлуват в Римската република, засягайки и галите.
До IV век франките живеят на североизток от Рейн. Съществуват два племенни съюза – салически, който минава на римска територия, и рипуарски, който остава отвъд Рейн. След 425 г. салическите франки отново започват да се разселват, но скоро са застрашени от мощната инвазия на хуните. Като федерати те подкрепят големия римски пълководец Аеций в битката му с хунския владетел Атила при Каталунските поля през 451 г. След смъртта на Атила през 453 г. и на Аеций през 454 г. няма кой да спре тяхното настъпление. Във връзка с тази битка се споменава и първият известен владетел на франките – Меровей. Вероятно той е ръководил примитивна държава и е носил типичната германска титла крал.
Династията на Меровингите (451 – 751) е първата владетелска династия на франките. Неин най-виден представител е Хлодвиг (наричан от французите Кловис, Clovis), крал от 482 до 511 г. През 486 г. той разбива държавата на Сиагрий – виден римлянин, който се опитва да създаде около Париж последна крепост на римската цивилизация. През 496 г. Кловис приема християнската религия на съпругата си Клотилда и налага християнството над всички франки. Следват победи над алеманите и бургундите, но най-значителната победа на Кловис е над вестготите при Поатие (или Вуе) през 507 г. Чрез нея той ликвидира Тулузкото кралство на вестготите, които се оттеглят в Испания и завладява южна Галия (Аквитания). Едва след този епизод Франкското кралство става водеща сила в тогавашна Европа.
След смъртта на Кловис кралството бива поделено между синовете му. Използвайки силната армия, те продължават да го разширяват (Тюрингия – 531 г., Бургундия – 532 г., Прованс – 537 г.). Опитът за обединение при Хлотар I е неуспешен и след смъртта му през 561 г. следва ново разделяне. Формират се четири държави: Австразия на север със столица Реймс, Неустрия на запад със столица Париж, Аквитания на югозапад със столица Бордо и Бургундия на югоизток със столица Орлеан.
От VII век нататък меровингските крале започват видимо да отслабват. Карл Велики (768 – 814), считан за най-могъщия франкски владетел, води серия завоевателни войни със саксонците (772 – 804), лангобардите (774), славяните (789 – 812), баварците (788) и аварите (791 – 802). В резултат при смъртта му Франкската държава се простира от Атлантическия океан и Ла Манш до Рим, Елба и Панония. Само полуостров Бретан, където се оттегля част от галите, не е под властта му. Франкската империя е разделена между внуците на Карл Велики на три части, като западната по-късно започва да се нарича Франция.

### Средновековна децентрализирана Франция
Наследниците на Карл Велики (наречени Каролинги) управляват Западнофранкското кралство, което е значително по-малко. То стига само до Рона и Мьоз, а на север обхваща Фландрия. Бретан отново не е в състава му. Още след смъртта на Шарл I, наречен Плешивия, през 877 г. властта на Каролингите отслабва. Неговото наследство е слабо, а от 888 г. графът на Париж Одо се обявява за крал и по този начин открива продължителен вътрешен конфликт между Робертините и Каролингите. Още един път в периода 922 – 936 г. Робертините посягат към кралската титла, но преобладаващо тя е притежание на следващите Каролинги. Робертините имат реална власт в страната и в крайна сметка завземат властта.
На 22 май 987 г. едва на 20 години умира последният каролингски крал Луи V от последиците от падане от кон след организиран лов в земите на феодала Хуго Капет. Преди да умре, той съди за измяна архиепископа на Реймс Адалберон, който е ерцканцлер на Франция, а преди това – на Свещената римска империя при император Отон и е участвал в конфликта между Хуго Капет и Каролингите. Луи V не оставя наследници и се налага избор на нов крал. Тогава висшите духовници Адалберон и Жербер д'Орийак (по-късно папа Силвестър II) убеждават бароните да изберат за крал Хуго Капет, който е съюзник и племенник на немските императори Ото II и Ото III (Ото I e негов вуйчо). На 3 юли 987 г. Хуго Капет е коронясан за крал на франките от архиепископ Адалберон и поставя началото на нова династия – Капетингите. С клоновете си и с прекъсвания тя управлява до 1848 г. При първите Капетинги Франция не е единна държава и централната власт в лицето на краля не притежава особена сила. Страната е съвкупност от около 20 графства и херцогства, от които най-силни са Анжу, Аквитания, Шампан, Тулуза, Прованс, Фландрия, Бургундия. По-особено е положението на Бретан, който постепенно е абсорбиран от Франция, както и на Нормандия, завладяна от викингите през 911 г. и само номинално под властта на френския крал. Всеки от тези местни владетели е самостоятелна политическа фигура, съществуват двадесетина малки династии, между които има малки съперничества, войни, съюзи и династични бракове. Реалната кралска власт се простира до околностите на Париж, Орлеан и Санс, които образуват кралския домен. Слабостта на кралската власт във Франция води до мащабно проникване на чуждо влияние във френската територия. През 1066 г. нормандските викинги завладяват Англия (Уилям Завоевателят) и така Англия придобива първото си владение във Франция.
Най-голяма сила средновековната кралска власт във Франция постига при управлението на Филип IV Хубави (1285 – 1314). Той създава модерни финанси и хазна, отменя някои феодални повинности и се опитва да организира платена армия. Още при Луи IX се появяват нови важни институции като Кралският съвет и съдилищата (парламенти), начело с върховния съд (Парижкия парламент). В кралските земи платени чиновници, а не аристократи, движат държавните дела. Филип създава още един орган на власт – Генералните щати (1302). Това е събрание на съсловията във Франция (свещеници, аристократи и селяни/граждани), което може да взема важни решения, но най-вече отпуска пари за политиката на краля. Голям успех на Филип IV е унищожаването на ордена на тамплиерите – държава в държавата (1307), както и преместването на седалището на папата от Рим в Авиньон (1309), където папите резидират 70 години и са под контрола на френския крал.
След смъртта на Филип IV на френския престол се изреждат тримата му сина: Луи X, Филип V и Шарл IV. Никой от тях не оставя син, така че пряката линия на Капетингите се прекъсва. За тяхното наследство претенции издигат Филип дьо Валоа, внук на Филип III по мъжка линия, и английският крал Едуард III, внук на Филип IV, но по женска линия. Въпреки че Едуард произлиза от по-късно поколение и това му дава предимство, мъжката линия на Филип има надмощие. Освен това френските юристи отхвърлят правата на англичаните, тъй като не искат да поставят цялото кралство в английска власт. Така през 1328 г. за крал на Франция е избран Филип VI, който поставя началото на династията Валоа. Само девет години по-късно Англия напада Франция и започва Стогодишната война (1337 – 1453). След серия победи на англичаните над френските рицари, през 1360 г. французите са принудени да подпишат унизителен договор в Бретини: Едуард се отказва от претенциите си за френската корона, но получава цяла югозападна Франция, където са били някогашните английски владения.
През 1429 г. при дофина се явява Жана д'Арк – 17-годишна селска девойка, която го убеждава да ѝ отстъпи водачеството на френските войски. Под нейно командване те разкъсват блокадата на Орлеан и го освобождават. Следва победа над англичаните при Пате в долината на Лоара и освобождаване на Реймс. През юли 1429 г. Шарл VII тържествено е коронясан за крал. Селяните, обзети от патриотизъм, се надигат на борба срещу англичаните, което има голямо значение за хода на войната. През 1431 г. Жана д'Арк е заловена от бургундците при Компиен и предадена на англичаните, а след това осъдена от религиозен съд и изгорена като вещица заради виденията си. След победата на французите при Кастийон през 1453 г. англичаните се оттеглят без да подпишат мирен договор, а това се счита за край на войната. Само град Калѐ остава в английски ръце (до 1558 г.). Войната изиграва важна роля за развитието на Франция. Кралската власт значително се засилва; общата заплаха сплотява французите, ликвидира различията между отделните народности и създава френски национален дух. За пръв път от X век цялата страна е под властта на краля. Накрая, Франция се оформя като една от великите сили в Европа с голямо значение за международните отношения.

### Европейски възход
Периодът от края на Стогодишната война бележи значителен възход за Франция. Тя успява да се обедини, да заиграе водеща роля в Европа, но следва остра династическа, социална и религиозна криза, която до известна степен унищожава постиженията на предишните крале. През 60-те години на XV век най-сериозната заплаха за целостта на Франция остава Бургундското херцогство. Могъщи и блестящи, бургундските херцози целенасочено се борят против обединението на страната под властта на краля. При Луи XI (1461 – 1483) конфликтът постепенно назрява. Бургундският херцог Филип успява да организира срещу него съюз на видните благородници, наречен Лига за обществено благоденствие и да проведе успешни военни действия. Луи XI е принуден да отстъпи и да даде Нормандия на брат си, член на Лигата. През 1467 г. херцог на Бургундия става Шарл, наречен Смелия. Той повежда още по-агресивна политика. Когато обаче Луи отнема Нормандия от брат си, Шарл предизвиква въстание и принуждава краля да преговаря. На срещата в Перон край Лиеж Шарл успява да залови Луи XI и да му наложи още по-унизителен мир. С това обаче успехите му се изчерпват. Слабата подкрепа от страна на Англия и появата на швейцарски наемници във френската армия обръщат войната. През 1472 г. Шарл е разбит при Бове, през 1476 г. – при Грансон, а през 1477 г. – при Нанси. В тази последна битка той умира. Така мощта на Бургундия е сразена, а и Шарл не оставя мъжки наследник. Неговата дъщеря Мария Бургундска се оказва наследник на огромни земи на границата между Франция и Германия. Луи XI не успява да предотврати сватбата ѝ с австрийския престолонаследник Максимилиан I, който наследява Бургундия. Така се създава смъртна опасност за Франция и войната продължава. Първоначално Максимилиан I има успех и печели битката при Гинегат (1479), но в крайна сметка е принуден да признае правото на Франция да владее част от бургундското наследство. През 1482 г. обаче Мария Бургундска умира и всички нейни владения остават под властта на австрийските Хабсбурги. Оттук започва конфликтът между Франция и Хабсбургите, който бележи тяхната история в продължение на четири века.
Франсоа I (1515 – 1547) води общо пет войни с Хабсбургите, през които отслабва силите на страната без да постигне особен успех (виж Войни между Хабсбурги и Валоа). През войната от 1521 – 1526 г. е разбит при Павия и пленен, като се налага да отстъпи много земи, за да се откупи. Едва в петата война от 1542 – 1544 г. Франция получава надмощие, като нарушава всички неписани правила на международните отношения и се съюзява с Османската империя. През 1543 г. френско-османски флот атакува Ница и я превзема, което всява паника в цялото западно Средиземноморие. Освен това Франсоа отстъпва пристанището Тулон като квартира на османците. Според договора от Крепи Франция отново е първостепенна сила в Европа.
Под влиянието на Германия във Франция навлиза протестантството. Френските протестанти се наричат хугеноти, последователи на учението на Жан Калвин. Те са по-крайни от лутераните, които преобладават в Германия и предпочитат църковен ред, при който има повече демокрация и по-малка дистанция между висшите длъжности и вярващите. Протестантството се разпространява от 20-те години на XVI век въпреки ожесточените опити на Франсоа I и Анри II да го ограничат. Обхваща периферни провинции като Нормандия, Бретан, Гюйен, Лангедок, Прованс и Дофине. Хугенотите имат свои замъци, цели райони са под контрола им и притежават значителна военна сила. След седем религиозни войни, (първата от 1562 – 1563 г., последната от 1579 – 1580 г.) хугенотите са смазани. Един от най-кървавите погроми над тях е Вартоломеевата нощ. На 24 август, деня на Свети Вартоломей, католиците изненадващо нападат протестантите и избиват около 3000 от тях, включително водача им Гаспар дьо Колини.
През 1610 г. Луи XIII става крал, но поради крехката си възраст страната бива управлявана от регенти. Най-значимият му пръв министър е кардинал Ришельо, който управлява от 1624 до 1642 г., въпреки обтегнатите отношения с краля. Вътрешната политика на кардинала поставя основите на френския абсолютизъм. Той продължава насоката за централизиране на властта, лишаване на аристокрацията от нейната автономност, ограничаване силата на парламентите. Всички въстания срещу него са смазани с твърда ръка. Луи XIV, син на предишния крал, наследява властта на 5 години (през 1643 г.). На 18-годишна възраст, когато поема властта, той ликвидира поста пръв министър и го слива с кралската институция. Създаден е Върховен съвет, където участват министрите на войната, на финансите и на външните работи. Именно благодарение на финансовия министър Жан-Батист Колбер френската икономика става една от най-силните в Европа чрез прилагането на т.нар. меркантилизъм. Армията е увеличена до близо 350 000 души. Започват дълги и изтощителни войни, повечето от които не дават значителен резултат. Луи XV, дошъл на власт през 1715 г., продължава курса на абсолютизма, но безотговорното му управление показва много от недостатъците на този тип управление.

### Френска революция
Възкачилият се на трона Луи XVI не управлява по-добре от дядо си Луи XV. Паралелно с упадъка на абсолютистката система в Европа се заражда Просвещението, което намира стабилна почва във Франция. Основните му идеи са по-рационално мислене, лишено от суеверия, отхвърляне на църковните догми и премахване на църковната хегемония върху обществото. Идеите на Жан-Жак Русо, Волтер, Шарл дьо Монтескьо и Дени Дидро оказват голямо влияние върху представите за държавно устройство. Междувременно Франция се сдобива с нови колонии в Северна и Южна Америка, Африка и Азия, но голяма част от френския народ продължава да негодува от високите данъци и други социални проблеми. На 14 юли 1789 г. недоволството достига своя връх с щурмуването на Бастилията – затвор-крепост в Париж. Този ход бележи началото на бурните години на Френската революция – повратна точка в развитието на Франция и оказала огромно влияние върху по-нататъшното развитие на Европа. За известно време Франция става конституционна монархия, но монархията бързо е свалена, кралят и кралицата – екзекутирани, заедно с десетки хиляди други французи. Първата френска република започва Революционни войни с европейските монархии, които се обединяват срещу нея.

### Епохата на Наполеон и Първата френска империя
На 9 ноември 1799 г. Наполеон Бонапарт, завърнал се от Египет, извършва държавен преврат. През декември е провъзгласена нова конституция, с която е премахнат избирателният ценз. Провъзгласено е Консулството, при което властта се споделя от 3 консули, но всъщност е в ръцете на Наполеон Бонапарт. През 1802 г. чрез плебисцит той се провъзгласява за доживотен консул, а две години по-късно – и за император. Чрез тайната си полиция той установява диктаторски контрол върху държавата. И той, както и Бурбоните, раздава титли на своите приближени.
Франция изживява период на подем. Издаден е Граждански кодекс, в който са систематизирани всички закони от римско време дотогава. Този период ще остане в историята преди всичко с френските завоевания. Въпреки че през 1802 г. Франция и Англия сключват договор в Амиен, на следващата година войната между тях се подновява. Образувана е нова антифренска коалиция, в която влизат Русия, Прусия, Англия и Австрия. Наполеон се опитва да нахлуе в Англия с морски десант, но е победен в битката при Трафалгар на 21 октомври 1805 г. Обаче успява да победи прусите при Улм и австрийците и руснаците при Аустерлиц през същата година На другата година той побеждава Прусия при Йена и Ауерщед, като влиза в Берлин. Кампанията му срещу тях трае едва няколко седмици. Това позволява да се създаде Рейнски съюз на мястото на Свещена Римска империя. През същата година Наполеон налага континентална блокада на Англия с цел тя да капитулира, но планът му не успява. През 1807 г. побеждава Русия при Ейлау благодарение на своя пълководец Мюра, който успява да доведе резерви. Двете страни сключват Тилзитски договор, с който Русия се присъединява към континенталната блокада, освен това е създадено Варшавско херцогство.
През 1808 г. е покорена Испания. Опитът да бъде завладяна Португалия обаче се оказва неуспешен. Периодът 1808 – 1812 г. се оказва златен за Наполеоновата империя, въпреки че се води партизанска война срещу него в Испания, Германия и Тирол. В Сицилия управлява Мюра, единият брат на Наполеон е крал на Испания, другият – на Вестфалското кралство. През 1812 г. Наполеон решава да предприеме поход в Русия. Той мисли, че Русия не изпълнява задълженията си от договора. Ето защо начело на 600 000 армия, наречена Великата армия, нахлува в Русия на 24 юни. Руският главнокомандващ Михаил Кутузов предприема тактика на организирано отстъпление и избягва генерално сражение, а земята пред французите се подпалва, за да не могат те да взимат припаси от местното население. При решителната битка при Бородино (септември 1812 г.), без да претърпи големи загуби, руската армия се оттегля. Наполеон влиза в Москва. Напразно той чака пратеници от Петербург. През декември той решава да се оттегли. При оттеглянето руснаците нападат постоянно и французите претърпяват големи загуби. В края на годината те вече са извън Русия. От 600 000 се завръщат едва 60 000 войници. Главна причина за загубата е както тактиката на руснаците, така и руският климат.
Образувана е нова антифренска коалиция този път и с участието на Швеция. Наполеон се опитва да спре съюзниците, но в битката при Лайпциг претърпява поражение. В същото време англичаните разбиват французите в Испания. Наполеон е принуден да абдикира през април 1814 г. Той е заточен на остров Елба. Свикан е Виенски конгрес през октомври и на 22 март следващата година Наполеон се завръща. Посрещнат е тържествено, но управлява сто дни. През юни 1815 г. в Белгия успява да победи германската армия преди да се е съединила с английската и я обръща в отстъпление. След като е на път да постигне трудна победа и над англичаните в генералното сражение при Ватерло, неочаквано е атакуван от германците, които успяват да се отдалечат достатъчно от преследващия ги френски корпус, да го заобиколят незабелязано и да се върнат на помощ на англичаните в решаващата битката при Ватерло. Наполеон претърпява поражение, отново абдикира и е заточен на остров Света Елена, където след 6 години умира. Така приключва периода на Първата френска империя.

### Реставрацията, Юлската монархия, Втората република
След Наполеон властта поема Луи XVIII, брат на Луи XVI, който управлява от 1815 до 1824 г., когато умира. Наследен е от другия им брат, Шарл X. Той управлява само 6 години, до 1830 г., когато избухва Юлската революция. Вместо да стане конституционен крал, той избира да напусне страната.
Престолът е зает от братовчед им, Луи-Филип. Той се стреми към придържане към Конституцията и заради свободното разхождане сред народа е наричан „кралят-буржоа“. Въпреки това на 24 февруари 1848 г. парижани нахлуват в двореца Тюйлери.
Обявена е Втората френска република.

### Третата република и световните войни
Първи президент на Франция е Адолф Тиер, който има за задача да стабилизира страната след тежкото поражение от Прусия.
Вторият президент на Третата република (от 24 май 1873 до 30 януари 1879 г.) е Мак Махон, френски маршал от ирландски произход.
Въпреки че е измежду победителите в Първата и във Втората световна война, Франция понася тежки материални и човешки загуби. По време на Втората световна война голяма част от страната е окупирана от Германия, а в Южна Франция действа марионетният Режим на Виши, който подпомага активно нацистка Германия.
По време на Първата световна война Франция губи близо 1,5 милиона души.

### Четвърта и Пета република
След освобождението на Франция от германска окупация и приключването на Втората световна война политическото устройство в страната, възникнало след законодателните изменения, породени от промените в политическия живот на страната, става известно като Четвъртата република. Също както и Третата република, и тя страда от политическа нестабилност в условията на парламентарно управление, което до голяма степен блокира ефективите действия на властта при кризи. Междупартийните конфронтации, воденето на конюнктурни политики и кадруването във въоръжените сили на партиен принцип са едни от основните причини, довели до разпада на Френската колониална империя. Така широката общественост призовава генерал Шарл де Гол да поеме управлението на страната. Той го прави, но с условието да въведе промени в държавното управление, които да бъдат гласувани на референдум. От тези действия възниква новото държавно управление на страната от 1958 г. насетне, наричано Петата република. По същество то е полупрезидентска република по определението, въведено от френския социолог Реймон Арон, която е по-стабилна от предишната парламентарна демокрация.
Помирението и сътрудничеството с Германия в периода след Втората световна война поставят основата на европейската интеграция, довела до създаването на Европейския съюз.
През 1974 г. започва периодът след дьо Гол с избирането на президента Валери Жискар д'Естен от десноцентристите. През 70-те Франция навлиза в криза. Първите години от мандата на д'Естен са белязани с няколко закона, които отразяват промените във френското общество, сред тях са „Закона на Вей“, който разрешава доброволното прекъсване на бременност (аборт), и намаляване на възрастта за пълнолетие от 21 до 18 години. 1981 г. идва с нови промени за държавата с избирането на Франсоа Митеран от Социалистическата партия за президент. Изправен пред влошаващата се икономическа ситуация, той първоначално приема да води политика на стимулирането, в която се взимат някои драстични мерки, като например отнемане на смъртното наказание. Митерани е преизбран 1988 г. Два периода 1986 – 1988 и 1993 – 1995 френското правителство е изправено пред безпрецедентна политическа ситуация, наречена „съжителство“, която се състои в това президентът да не принадлежи към управляващата партия.

## Държавно устройство и политика
Франция е демократична полупрезидентска република с многопартийна система. Президентът се избира с пряко гласуване от избирателите за срок от 5 години. Министър-председателят се избира от президента на републиката след парламентарни избори и обикновено е от най-добре представената партия в парламента. Президентът е държавен глава, а премиерът оглавява правителството. Изпълнителната власт е в ръцете на правителството, законодателната – в правителството, Сената и Националното събрание, а съдебната власт е независима.
От 1789 г. насам партиите се самоопределят като леви или десни, но дясното се асоциира с монархизма и затова много десни партии решават да не се самоопределят като такива. Сред най-изявените леви партии са Социалистическата (Parti socialiste) и Лява радикална партия (Parti radical de gauche), а от десните – Съюз за народно движение (Union pour un Mouvement Populaire – управляваща) и Национален фронт (Front national). Националното събрание има 577 депутати, а Сенатът – 343 представители. Депутатите от Националното събрание (долната камара на парламента) се избират мажоритарно на всеки 5 години, а сенаторите от Сената от 2004 г. имат 7-годишен мандат.
Във Франция е в сила Петата република, чиито основи са положени след Втората световна война от Шарл дьо Гол. По време на Петата република (при Митеран) се премахва смъртното наказание и се разширяват личните свободи. По времето на Митеран се правят и икономически реформи, като национализация на предприятия в сектора на обществените услуги, транспорта и енергетиката. При Жак Ширак седмичното работно време става 35 часа. Петата република се отличава с активна социална политика. Социалните придобивки, като безплатно образование, здравеопазване, увеличаване на минималната заплата, намаляване на работното време и увеличаване на отпуските, се увеличават и утвърждават с преговори между правителствата и гражданското общество, включително с активно стачно движение.
Политиците обикновено се делят на либерали и консерватори от европейски тип; либертарианството е слабо застъпено и се счита за форма на краен либерализъм.

### Административно деление
Франция е разделена на 18 региона, които от своя страна са подразделени на 101 департамента. Департаментите са номерирани според подредбата им по азбучен ред. Тези номера се използват също в пощенските кодове и номерацията на превозните средства. 13 от регионите се намират в метрополията, 1 обхваща о. Корсика, а останалите 5 са задморски територии. Регионите не притежават юридическа автономия, но имат някои административни права – могат да налагат собствени данъци и да водят собствен бюджет.
Департаментите се подразделят на 342 окръга, които не са част от избирателната система на страната, а имат само административно значение. От своя страна окръзите се състоят от 4035 кантона. Кантоните са разделени на 36 682 общини.
Регионите, департаментите и общините представляват териториални единици, а окръзите и кантоните административни единици.
Освен изброените по-горе административно-териториални единици, Франция упражнява контрол и над няколко малки и непостоянно населени острова в Индийския и Тихия океан – Клипертон, Европа, Глориосо, Хуан де Нова, Басас да Индия и Тромелин.

## География
Франция е разположена в западната част на континентална Европа. На юг граничи с Испания, Монако и Андора, на югоизток с Италия, на изток с Швейцария и Германия, на североизток с Люксембург и Белгия. Има излаз на Средиземно море и Атлантическия океан. Франция е отделена от Великобритания чрез Ламанша, но е свързана с нея чрез подземен тунел. Общата площ на френската държава, вкл. с отвъдморските територии и департаменти, възлиза на 674 843 km². От тях на европейската част се падат 551 695 km². Държавните граници възлизат на 4082,2 km, разделени по следния начин:
- В Европа – Испания (623 km), Белгия (620 km), Швейцария (573 km), Италия (488 km), Германия (451 km), Люксембург (73 km), Андора (56,6 km) и Монако (4,4 km).
- В Южна Америка (Френска Гвиана) – Бразилия (673 km) и Суринам (510 km)
- В Карибско море (Сен Мартен) – Холандски Антили (10,2 km)
- Списък на градовете във Франция, по азбучен ред
- Списък на градовете във Франция по население според населението.

## Икономика
Франция има петата най-силна икономика в света. Разнообразният климат оказва влияние върху специализацията на селското стопанство. Франция заема водещо място в Европа по производството на пшеница, мляко, месо, картофи, захарно цвекло и грозде. Страната има традиции в шивашката промишленост и модата. Световноизвестни са френските вина, мебели, порцеланови, бижутерийни, парфюмерийни и козметични изделия. Развито е производството на автомобили („Citroën“, „Renault“, „Peugeot“), на самолети, ракети, кораби, както и фармацевтиката (Sanofi). Франция има силно развита индустрия (Michelin, Saint-Gobain, Schneider, Legrand, Tefal, Alstom, Areva, Total), както и банков и застрахователен сектор (BNP Paribas, AXA).
При Сен Мало е построена първата в света електроцентрала, която използва енергията на приливите и отливите.

## Население
Населението на Франция на 1 януари 2017 г. е 66 991 000, от които 64 860 000 в метрополна Франция, 2 131 000 в отвъдморските департаменти, и ако броим и отвъдморските територии с техните 604 000 души, цялостното население достига около 67,6 милиона души. Това прави Франция втората най-населена държава в ЕС и трета в Европа.
Между 2010 и 2017 г. френското население нарасна от 64 613 000 до 66 991 000, или с приблизително 2,4 милиона души за период от 7 години, което прави Франция една от най-динамичните европейски страни. Населението на Франция расте с 1 милион души на всеки 3 години. Със среден годишен приръст от 340 000 души, темпо на растеж от +0,6%.
Франция е втората най-фертилна държава в Европа с 2,01 деца на жена.
Предполага се, че до 2025/2030 г. населението на Франция ще достигне 70 милиона души (с отвъдморските департаменти), а до 2080 г. – около 79 милиона.
Прогнозно население от Евростат до 2080 г. (със отвъдморските департаменти, но без отвъдморските територии):
| Година | Население  |
| ------ | ---------- |
| 2015   | 66 380 000 |
| 2020   | 67 658 000 |
| 2030   | 70 396 000 |
| 2040   | 72 767 000 |
| 2050   | 74 297 000 |
| 2060   | 75 599 000 |
| 2070   | 77 109 000 |
| 2080   | 78 842 000 |

## Култура
Франция притежава огромно културно наследство. То е богато, разнообразно, отразява широките регионални различия, а също влиянието на имиграционните вълни през различните епохи. Франция е дала на цивилизацията велики математици, много философи, писатели, художници, века на просвещението, езика на дипломацията, определената универсална концепция за човека и много други. Френският език в течение на много векове е един от основните международни езици, и в значителна степен запазва тази си роля и до днес. През дълги периоди от своята история Франция е била основен културен център, разпространявайки своите постижения по целия свят. В много области, като например, модата или киното, тя и до днес има водещи позиции в света. В Париж се намира седалището на UNESCO – Организацията на Обединените нации за образование, наука и култура.

## Архитектура
Френската архитектура се е развивала и променяла през различните епохи, през които е преминавала страната. Архитектурата е типична за Западната архитектура. Съвременната Френска архитектура има и много иновативни насоки. Епохите, които най-много са оказали влияние са Сведновековието и Възраждането. Най-значимите френски сгради са в стил Средновековна архитектура, Готически стил и Ренесансов стил. Най-значимите сгради в страната са Айфеловата кула, катедралата Нотър Дам дьо Шартър, Триумфалната арка, Лувърът и други.

## Празници
| Дата                                                                                         | Наименование                                           | Описание                                                                                    |
| -------------------------------------------------------------------------------------------- | ------------------------------------------------------ | ------------------------------------------------------------------------------------------- |
| 1 януари                                                                                     | Нова година                                            | Първият ден от годината е празничен ден във Франция                                         |
| Понеделникът след Великден (Великден е първата неделя след първото пълнолуние през пролетта) | Понеделник след Великден                               |                                                                                             |
| 1 май                                                                                        | Празник на труда                                       | По традиция се организират синдикални и политически манифестации                            |
| 8 май                                                                                        | Възпоменание за капитулацията на Германия през 1945 г. | Възпоменание за края на Втората световна война                                              |
| Четвъртък 40 дни след Великден                                                               | Възнесение Господне                                    | Исус, събрал своите приближени, се присъединява към своя баща на небето                     |
| Понеделникът след седмата неделя след Великден                                               | Петдесетница                                           | Спускане на Светия Дух между Апостолите                                                     |
| 14 юли                                                                                       | Национален празник                                     | Възпоменание за превземането на Бастилията на 14 юли 1789 г., символ на Френската революция |
| 15 август                                                                                    | Успение Богородично                                    | Възнасяне на небето на Светата Дева Мария                                                   |
| 1 ноември                                                                                    | Голяма задушница                                       | Празник на всички светци                                                                    |
| 11 ноември                                                                                   | Възпоменание за примирието през 1918 г.                | Възпоменание за края на Първата световна война                                              |
| 25 декември                                                                                  | Коледа                                                 | Раждането на Исус Христос                                                                   |

## Други
- Емблеми на Франция
- Комуникации във Франция
- Туризъм във Франция
- Транспорт във Франция
- Въоръжени сили на Франция
- Външна политика на Франция
- Правна система
- Списък на френските крале и императори